# Каракамис (Каратобинський район)
Караками́с (каз. Қарақамыс) — село у складі Каратобинського району Західноказахстанської області Казахстану. Адміністративний центр Саралжинського сільського округу.
У радянські часи село складалось із двох населених пунктів — Саралжин та Каракамис.
Населення — 1190 осіб (2021; 1415 у 2009, 1663 у 1999, 1010 у 1989).